# بيدبجي بيران دالون (مارغون)
بیدبجي بیران دالون (بالفارسية: بیدبجی پیران دالون) هي قرية تقع في إيران في قسم مارغون الريفي.